# Harly
Harly és un municipi de França, del departament de l'Aisne, a la regió dels Alts de França. Forma part de l'Communauté d'agglomération de Saint-Quentin.

## Geografia
El municipi és veí de Homblières i és banyat pel riu Somme i els seus pantants i l'afluent d'Harly.

## Història
- Antic nom: Harcliacum.
- Patró: Sant Martí
- En el terreny del municipi es van trobar talles de sílex.
- Ciutat de l'antic Vermandois, de la intendència d'Amiens, del Bisbat de Noyon.
- Des del segle xvii, Harly passà a ser una senyoria de l'Abadia de Vermand. Abans havia estat una possessió del Capítol de Saint-Quentin.
- L'1 de setembre de 1787, Monsieur Devermon Joseph, cura del municipi, fou membre de l'Assemblea departamental.[1]
- La comuna estava a la Línia Hindenburg, de la Primera Guerra Mundial

## Administració
L'alcalde actual és Bernard Destombes. Entre el 1983 i el 2008 ho va ser el socialista René Horb.

## Demografia
- 1962 - 783 habitants.
- 1975 - 1.425 habitants.
- 1990 - 1892 habitants.
- 1999 - 1803 habitants
- 2006 - 1767 habitants
- 2007 - 1761 habitants.
- 2008 - 1756 habitants.[3]

## Cultura

### Llocs i monuments
- Fàbrica Daltroff i apartaments obrers de la fàbrica.
- Calvari situat al carrer Quentin de la Tour.
- Església de Saint Martin, del segle xvii, destruïda a la Primera Guerra Mundial i reconstruïda cap al 1926.
- Castell d'Harly (important casa burgesa). Destruït durant la Primera Guerra Mundial.
- Cementiri merovingi (unes 700 tombes).